# Fil de fer
Pour l’article ayant un titre homophone, voir Phil Defer.
Le terme fil de fer désigne rigoureusement, un fil métallique réalisé en fer ou en acier.
Par extension et abus de langage, tout fil métallique, fil électrique, etc.

## Utilisations
- Câble de traction
- Fil de fer barbelé
- Fil de fer à gabion
- Grillage
- Grillage à poule
- Pièce en fil métallique
- Cotte de mailles.